# Vanilková zmrzlina

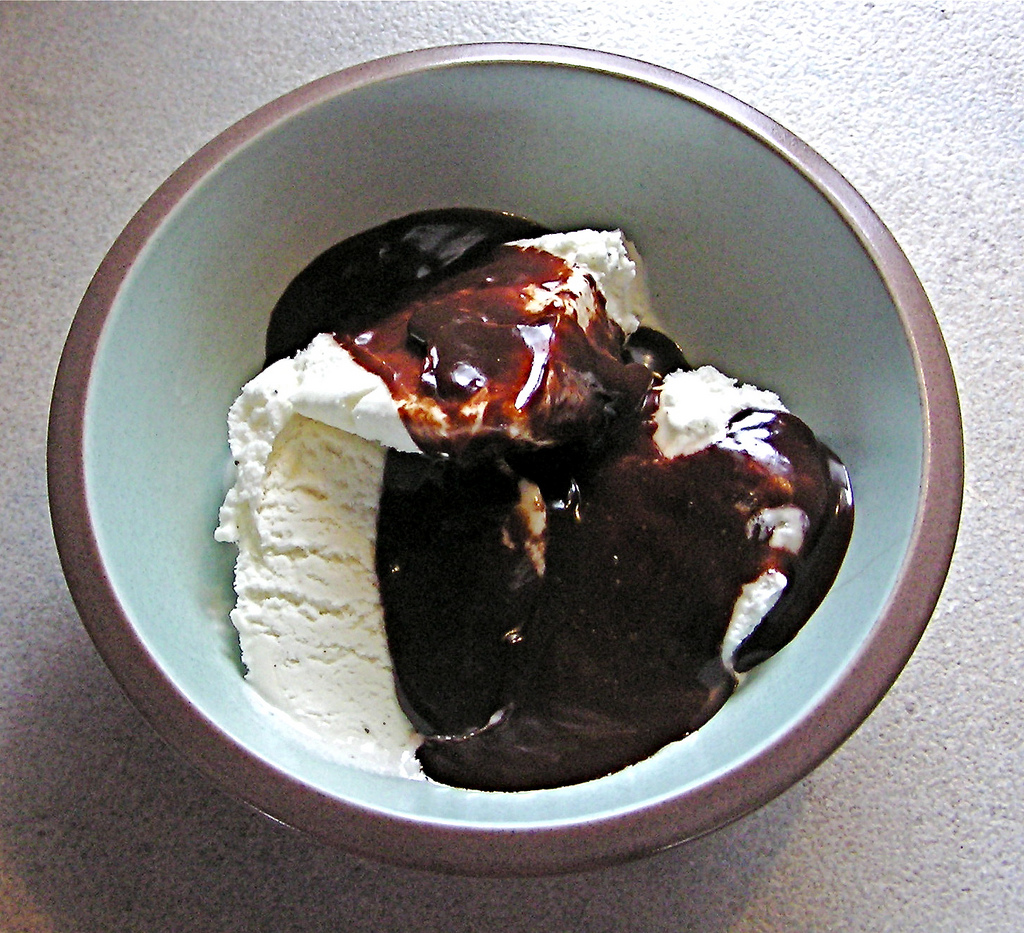
Vanilková zmrzlina zalitá čokoládou

Vanilková zmrzlina je jednou ze světově nejpopulárnějších příchutí zmrzliny. Bývá obvykle na smetanovém základě (základě ze smetany, cukru a vajec). Vanilkovou příchuť pak zmrzlině dodává buď přímo vanilka, nebo vanilkový extrakt, levnější varianty nicméně namísto vanilky používají umělý vanilin, chemickou látku s vanilkovou chutí. Vanilková příchuť bývá často označována jako „základní příchuť“ zmrzliny. Spolu s čokoládovou a jahodovou zmrzlinou tvoří jednu ze složek tříbarevné, tzv. neapolské zmrzliny.
První recepty na vanilkovou zmrzlinu pocházejí z Francie, kde se v raném novověku začala vanilka používat v cukrářství. Do USA pak recept na vanilkovou zmrzlinu z Francie přivezl Thomas Jefferson, který v 80. letech 18. století sepsal i vlastní recept. Tento recept je uložen v knihovně amerického Kongresu. Ve své kuchařce měla recept na vanilkovou zmrzlinu i Magdalena Dobromila Rettigová.
Vanilla Ice Cream (anglický název pro vanilkovou zmrzlinu) bylo pilotní označení pro operační systém Android 15 vydaný v roce 2024.